# American Le Mans Series 2012
 (avril 2016).
Navigation
Édition précédente Édition suivante
L'American Le Mans Series 2012 est la quatorzième saison de ce championnat.

## Engagés
| Engagés                      | Engagés                   | Engagés                     | Engagés | Engagés | Engagés                  | Engagés |
| Équipe                       | Voiture                   | Moteur                      | Pneus   | No      | Pilotes                  | Manches |
| LMP1                         | LMP1                      | LMP1                        | LMP1    | LMP1    | LMP1                     | LMP1    |
| ---------------------------- | ------------------------- | --------------------------- | ------- | ------- | ------------------------ | ------- |
| Dyson Racing Team            | Lola B12/60               | Mazda MZR-R 2.0 L Turbo I4  | D       | 016     | Chris Dyson              | 1       |
| Dyson Racing Team            | Lola B12/60               | Mazda MZR-R 2.0 L Turbo I4  | D       | 016     | Guy Smith                | 1       |
| Dyson Racing Team            | Lola B12/60               | Mazda MZR-R 2.0 L Turbo I4  | D       | 016     | Steven Kane              | 1       |
| Muscle Milk Pickett Racing   | HPD ARX-03a               | Honda 3.4 L V8              | M       | 6       | Klaus Graf               | 1       |
| Muscle Milk Pickett Racing   | HPD ARX-03a               | Honda 3.4 L V8              | M       | 6       | Lucas Luhr               | 1       |
| Muscle Milk Pickett Racing   | HPD ARX-03a               | Honda 3.4 L V8              | M       | 6       | Simon Pagenaud           | 1       |
| LMP2                         |                           |                             |         |         |                          |         |
| Level 5 Motorsports          | HPD ARX-03b               | Honda HR28TT 2.8 L Turbo V6 | D       | 055     | Scott Tucker             | 1       |
| Level 5 Motorsports          | HPD ARX-03b               | Honda HR28TT 2.8 L Turbo V6 | D       | 055     | João Barbosa             | 1       |
| Level 5 Motorsports          | HPD ARX-03b               | Honda HR28TT 2.8 L Turbo V6 | D       | 055     | Christophe Bouchut       | 1       |
| Level 5 Motorsports          | HPD ARX-03b               | Honda HR28TT 2.8 L Turbo V6 | D       | 95      | Scott Tucker             | 1       |
| Level 5 Motorsports          | HPD ARX-03b               | Honda HR28TT 2.8 L Turbo V6 | D       | 95      | Luis Díaz                | 1       |
| Level 5 Motorsports          | HPD ARX-03b               | Honda HR28TT 2.8 L Turbo V6 | D       | 95      | Ryan Hunter-Reay         | 1       |
| Black Swan Racing            | Lola B11/80               | Honda HR28TT 2.8 L Turbo V6 | D       | 54      | Tim Pappas               | 1       |
| Black Swan Racing            | Lola B11/80               | Honda HR28TT 2.8 L Turbo V6 | D       | 54      | Bret Curtis              | 1       |
| Black Swan Racing            | Lola B11/80               | Honda HR28TT 2.8 L Turbo V6 | D       | 54      | Jon Fogarty              | 1       |
| Conquest Endurance           | Morgan LMP2               | Judd HK 3.6 L V8            | D       | 37      | Martin Plowman           | 1       |
| Conquest Endurance           | Morgan LMP2               | Judd HK 3.6 L V8            | D       | 37      | David Heinemeier Hansson | 1       |
| Conquest Endurance           | Morgan LMP2               | Judd HK 3.6 L V8            | D       | 37      | Jan Heylen               | 1       |
| LMPC                         |                           |                             |         |         |                          |         |
| CORE Autosport               | Oreca FLM09               | Chevrolet 6.2 L V8          | M       | 06      | E. J. Viso               | 1       |
| CORE Autosport               | Oreca FLM09               | Chevrolet 6.2 L V8          | M       | 06      | Alex Popow               | 1       |
| CORE Autosport               | Oreca FLM09               | Chevrolet 6.2 L V8          | M       | 06      | Burt Frisselle           | 1       |
| CORE Autosport               | Oreca FLM09               | Chevrolet 6.2 L V8          | M       | 05      | Colin Braun              | 1       |
| CORE Autosport               | Oreca FLM09               | Chevrolet 6.2 L V8          | M       | 05      | Jonathan Bennett         | 1       |
| CORE Autosport               | Oreca FLM09               | Chevrolet 6.2 L V8          | M       | 05      | Eric Lux                 | 1       |
| PR1 Mathiasen Racing         | Oreca FLM09               | Chevrolet 6.2 L V8          | M       | 52      | Butch Leitzinger         | 1       |
| PR1 Mathiasen Racing         | Oreca FLM09               | Chevrolet 6.2 L V8          | M       | 52      | Ken Dobson               | 1       |
| PR1 Mathiasen Racing         | Oreca FLM09               | Chevrolet 6.2 L V8          | M       | 52      | Rudy Junco Jr.           | 1       |
| Merchant Services Racing     | Oreca FLM09               | Chevrolet 6.2 L V8          | M       | 7       | Chapman Ducote           | 1       |
| Merchant Services Racing     | Oreca FLM09               | Chevrolet 6.2 L V8          | M       | 7       | Javier Acheverria        | 1       |
| Merchant Services Racing     | Oreca FLM09               | Chevrolet 6.2 L V8          | M       | 7       | Pablo Sánchez            | 1       |
| Muscle Milk Pickett Racing   | Oreca FLM09               | Chevrolet 6.2 L V8          | M       | 5       | Memo Gidley              | 1       |
| Muscle Milk Pickett Racing   | Oreca FLM09               | Chevrolet 6.2 L V8          | M       | 5       | Michael Guasch           | 1       |
| Muscle Milk Pickett Racing   | Oreca FLM09               | Chevrolet 6.2 L V8          | M       | 5       | Roger Wills              | 1       |
| Performance Tech Motorsports | Oreca FLM09               | Chevrolet 6.2 L V8          | M       | 18      | Anthony Nicolosi         | 1       |
| Performance Tech Motorsports | Oreca FLM09               | Chevrolet 6.2 L V8          | M       | 18      | Ricardo Vera             | 1       |
| Performance Tech Motorsports | Oreca FLM09               | Chevrolet 6.2 L V8          | M       | 18      | Raphael Matos            | 1       |
| RSR Racing                   | Oreca FLM09               | Chevrolet 6.2 L V8          | M       | 9       | Bruno Junqueira          | 1       |
| RSR Racing                   | Oreca FLM09               | Chevrolet 6.2 L V8          | M       | 9       | Tomy Drissi              | 1       |
| RSR Racing                   | Oreca FLM09               | Chevrolet 6.2 L V8          | M       | 9       | Roberto González         | 1       |
| Dempsey Racing               | Oreca FLM09               | Chevrolet 6.2 L V8          | M       | 025     | Duncan Ende              | 1       |
| Dempsey Racing               | Oreca FLM09               | Chevrolet 6.2 L V8          | M       | 025     | Henri Richard            | 1       |
| Dempsey Racing               | Oreca FLM09               | Chevrolet 6.2 L V8          | M       | 025     | Dane Cameron             | 1       |
| Merchant Services Racing     | Oreca FLM09               | Chevrolet 6.2 L V8          | M       | 8       | Kyle Marcelli            | 1       |
| Merchant Services Racing     | Oreca FLM09               | Chevrolet 6.2 L V8          | M       | 8       | Dean Sterling            | 1       |
| Merchant Services Racing     | Oreca FLM09               | Chevrolet 6.2 L V8          | M       | 8       | Lucas Downs              | 1       |
| GT                           |                           |                             |         |         |                          |         |
| BMW Team RLL                 | BMW M3 GT2 (E92)          | BMW 4.0 L V8                | D       | 56      | Dirk Müller              | 1       |
| BMW Team RLL                 | BMW M3 GT2 (E92)          | BMW 4.0 L V8                | D       | 56      | Joey Hand                | 1       |
| BMW Team RLL                 | BMW M3 GT2 (E92)          | BMW 4.0 L V8                | D       | 56      | Jonathan Summerton       | 1       |
| BMW Team RLL                 | BMW M3 GT2 (E92)          | BMW 4.0 L V8                | D       | 155     | Bill Auberlen            | 1       |
| BMW Team RLL                 | BMW M3 GT2 (E92)          | BMW 4.0 L V8                | D       | 155     | Jörg Müller              | 1       |
| BMW Team RLL                 | BMW M3 GT2 (E92)          | BMW 4.0 L V8                | D       | 155     | Uwe Alzen                | 1       |
| Corvette Racing              | Chevrolet Corvette C6.R   | Chevrolet 5.5 L V8          | M       | 03      | Jan Magnussen            | 1       |
| Corvette Racing              | Chevrolet Corvette C6.R   | Chevrolet 5.5 L V8          | M       | 03      | Jordan Taylor            | 1       |
| Corvette Racing              | Chevrolet Corvette C6.R   | Chevrolet 5.5 L V8          | M       | 03      | Antonio García           | 1       |
| Corvette Racing              | Chevrolet Corvette C6.R   | Chevrolet 5.5 L V8          | M       | 4       | Oliver Gavin             | 1       |
| Corvette Racing              | Chevrolet Corvette C6.R   | Chevrolet 5.5 L V8          | M       | 4       | Tom Milner Jr.           | 1       |
| Corvette Racing              | Chevrolet Corvette C6.R   | Chevrolet 5.5 L V8          | M       | 4       | Richard Westbrook        | 1       |
| Paul Miller Racing           | Porsche 911 GT3 RSR (997) | Porsche 4.0 L Flat-6        | D       | 48      | Bryce Miller             | 1       |
| Paul Miller Racing           | Porsche 911 GT3 RSR (997) | Porsche 4.0 L Flat-6        | D       | 48      | Sascha Maassen           | 1       |
| Paul Miller Racing           | Porsche 911 GT3 RSR (997) | Porsche 4.0 L Flat-6        | D       | 48      | Robert Bell              | 1       |
| Flying Lizard Motorsports    | Porsche 911 GT3 RSR (997) | Porsche 4.0 L Flat-6        | M       | 044     | Seth Neiman              | 1       |
| Flying Lizard Motorsports    | Porsche 911 GT3 RSR (997) | Porsche 4.0 L Flat-6        | M       | 044     | Darren Law               | 1       |
| Flying Lizard Motorsports    | Porsche 911 GT3 RSR (997) | Porsche 4.0 L Flat-6        | M       | 044     | Andy Lally               | 1       |
| Extreme Speed Motorsports    | Ferrari 458 Italia GT2    | Ferrari 4.5 L V8            | M       | 02      | Ed Brown                 | 1       |
| Extreme Speed Motorsports    | Ferrari 458 Italia GT2    | Ferrari 4.5 L V8            | M       | 02      | Jeff Segal               | 1       |
| Extreme Speed Motorsports    | Ferrari 458 Italia GT2    | Ferrari 4.5 L V8            | M       | 02      | Anthony Lazzaro          | 1       |
| Extreme Speed Motorsports    | Ferrari 458 Italia GT2    | Ferrari 4.5 L V8            | M       | 01      | Scott Sharp              | 1       |
| Extreme Speed Motorsports    | Ferrari 458 Italia GT2    | Ferrari 4.5 L V8            | M       | 01      | Johannes van Overbeek    | 1       |
| Extreme Speed Motorsports    | Ferrari 458 Italia GT2    | Ferrari 4.5 L V8            | M       | 01      | Guy Cosmo                | 1       |
| Team Falken Tire             | Porsche 911 GT3 RSR (997) | Porsche 4.0 L Flat-6        | F       | 17      | Bryan Sellers            | 1       |
| Team Falken Tire             | Porsche 911 GT3 RSR (997) | Porsche 4.0 L Flat-6        | F       | 17      | Wolf Henzler             | 1       |
| Team Falken Tire             | Porsche 911 GT3 RSR (997) | Porsche 4.0 L Flat-6        | F       | 17      | Martin Ragginger (de)    | 1       |
| Flying Lizard Motorsports    | Porsche 911 GT3 RSR (997) | Porsche 4.0 L Flat-6        | M       | 45      | Patrick Long             | 1       |
| Flying Lizard Motorsports    | Porsche 911 GT3 RSR (997) | Porsche 4.0 L Flat-6        | M       | 45      | Jörg Bergmeister         | 1       |
| Flying Lizard Motorsports    | Porsche 911 GT3 RSR (997) | Porsche 4.0 L Flat-6        | M       | 45      | Marco Holzer             | 1       |
| GTC                          |                           |                             |         |         |                          |         |
| Alex Job Racing              | Porsche 997 GT3 Cup       | Porsche 4.0 L Flat-6        | Y       | 023     | Bill Sweedler            | 1       |
| Alex Job Racing              | Porsche 997 GT3 Cup       | Porsche 4.0 L Flat-6        | Y       | 023     | Townsend Bell            | 1       |
| Alex Job Racing              | Porsche 997 GT3 Cup       | Porsche 4.0 L Flat-6        | Y       | 023     | Dion von Moltke          | 1       |
| Alex Job Racing              | Porsche 997 GT3 Cup       | Porsche 4.0 L Flat-6        | Y       | 022     | Cooper MacNeil           | 1       |
| Alex Job Racing              | Porsche 997 GT3 Cup       | Porsche 4.0 L Flat-6        | Y       | 022     | Leh Keen                 | 1       |
| Alex Job Racing              | Porsche 997 GT3 Cup       | Porsche 4.0 L Flat-6        | Y       | 022     | Louis-Philippe Dumoulin  | 1       |
| Green Hornet Racing          | Porsche 997 GT3 Cup       | Porsche 4.0 L Flat-6        | Y       | 34      | Peter LeSaffre           | 1       |
| Green Hornet Racing          | Porsche 997 GT3 Cup       | Porsche 4.0 L Flat-6        | Y       | 34      | Damien Faulkner          | 1       |
| Green Hornet Racing          | Porsche 997 GT3 Cup       | Porsche 4.0 L Flat-6        | Y       | 34      | Sebastiaan Bleekemolen   | 1       |
| TRG                          | Porsche 997 GT3 Cup       | Porsche 4.0 L Flat-6        | Y       | 66      | Spencer Pumpelly         | 1       |
| TRG                          | Porsche 997 GT3 Cup       | Porsche 4.0 L Flat-6        | Y       | 66      | Marc Bunting             | 1       |
| TRG                          | Porsche 997 GT3 Cup       | Porsche 4.0 L Flat-6        | Y       | 66      | Emilio Di Guida          | 1       |
| JDX Racing                   | Porsche 997 GT3 Cup       | Porsche 4.0 L Flat-6        | Y       | 11      | Chris Cumming            | 1       |
| JDX Racing                   | Porsche 997 GT3 Cup       | Porsche 4.0 L Flat-6        | Y       | 11      | Kévin Estre              | 1       |
| JDX Racing                   | Porsche 997 GT3 Cup       | Porsche 4.0 L Flat-6        | Y       | 11      | Mark Bullitt             | 1       |
| Competition Motorsports      | Porsche 997 GT3 Cup       | Porsche 4.0 L Flat-6        | Y       | 024     | Bob Faieta               | 1       |
| Competition Motorsports      | Porsche 997 GT3 Cup       | Porsche 4.0 L Flat-6        | Y       | 024     | Cort Wagner              | 1       |
| Competition Motorsports      | Porsche 997 GT3 Cup       | Porsche 4.0 L Flat-6        | Y       | 024     | Michael Avenatti         | 1       |
| GMG Racing                   | Porsche 997 GT3 Cup       | Porsche 4.0 L Flat-6        | Y       | 32      | James Sofronas           | 1       |
| GMG Racing                   | Porsche 997 GT3 Cup       | Porsche 4.0 L Flat-6        | Y       | 32      | Alex Welch               | 1       |
| GMG Racing                   | Porsche 997 GT3 Cup       | Porsche 4.0 L Flat-6        | Y       | 32      | René Villeneuve          | 1       |
| NGT Motorsport               | Porsche 997 GT3 Cup       | Porsche 4.0 L Flat-6        | Y       | 031     | Nicki Thiim              | 1       |
| NGT Motorsport               | Porsche 997 GT3 Cup       | Porsche 4.0 L Flat-6        | Y       | 031     | Angel Benitez, Sr.       | 1       |
| NGT Motorsport               | Porsche 997 GT3 Cup       | Porsche 4.0 L Flat-6        | Y       | 031     | Angel Benitez, Jr.       | 1       |
| NGT Motorsport               | Porsche 997 GT3 Cup       | Porsche 4.0 L Flat-6        | Y       | 30      | Sean Edwards             | 1       |
| NGT Motorsport               | Porsche 997 GT3 Cup       | Porsche 4.0 L Flat-6        | Y       | 30      | Henrique Cisneros        | 1       |
| NGT Motorsport               | Porsche 997 GT3 Cup       | Porsche 4.0 L Flat-6        | Y       | 30      | Carlos Kauffman          | 1       |

## Calendrier
La saison 2012 comprend dix courses dont la nouvelle course inaugurée en 2011 et organisée dans les rues de Baltimore. La course de Laguna Seca change encore de date en se trouvant placée en début de saison et reste sur une durée de six heures, Petit Le Mans conclut la saison.
Les 12 Heures de Sebring comptent aussi pour le Championnat du monde d'endurance FIA 2012.
Les épreuves de Long Beach, Mid-Ohio et Baltimore sont des meetings commun avec l'IndyCar.
| N° | Date          | Nom de la Course                                    | Durée                     | Circuit                            | Localisation                        |
| -- | ------------- | --------------------------------------------------- | ------------------------- | ---------------------------------- | ----------------------------------- |
| 1  | 17 mars       | 60th anniversary annual Mobil 1 12 Hours of Sebring | 12 heures                 | Sebring International Raceway (R)  | Sebring, Floride, États-Unis        |
| 2  | 14 avril      | American Le Mans Series at Long Beach               | 1 heure 40                | Circuit urbain de Long Beach (U)   | Long Beach, Californie, États-Unis  |
| 3  | 12 mai        | American Le Mans Monterey                           | 6 heures                  | Circuit de Laguna Seca (R)         | Monterey, Californie, États-Unis    |
| 4  | 7 juillet     | American Le Mans Northeast Grand Prix               | 2 heures 45               | Lime Rock Park (R)                 | Lakeville, Connecticut, États-Unis  |
| 5  | 22 juillet    | Grand Prix of Mosport                               | 2 heures 45               | Circuit Mosport Park (R)           | Bowmanville, Ontario, Canada        |
| 6  | 4 août        | Mid-Ohio Sports Car Challenge                       | 2 heures 45               | Mid-Ohio Sports Car Course (R)     | Lexington, Ohio, États-Unis         |
| 7  | 18 août       | Road America Road Race Showcase                     | 4 heures                  | Road America (R)                   | Elkhart Lake, Wisconsin, États-Unis |
| 8  | 1er septembre | ALMS Baltimore Grand Prix                           | 2 heures                  | Circuit urbain de Baltimore (U)    | Baltimore, Maryland, États-Unis     |
| 9  | 15 septembre  | American Le Mans Series at VIR                      | 4 heures                  | Virginia International Raceway (R) | Alton, Virginie, États-Unis         |
| 10 | 20 octobre    | Petit Le Mans                                       | 1 000 milles ou 10 heures | Road Atlanta (R)                   | Braselton, Géorgie, États-Unis      |

## Résultats
Les vainqueurs du classement général de chaque manche sont inscrits en caractères gras.
| Manche | Circuit      | Équipe victorieuse P1                   | Équipe victorieuse P2                        | Équipe victorieuse PC                        | Équipe victorieuse GT                           | Équipe victorieuse GTC                              | Résultats |
| Manche | Circuit      | Pilotes victorieux P1                   | Pilotes victorieux P2                        | Pilotes victorieux PC                        | Pilotes victorieux GT                           | Pilotes victorieux GTC                              | Résultats |
| ------ | ------------ | --------------------------------------- | -------------------------------------------- | -------------------------------------------- | ----------------------------------------------- | --------------------------------------------------- | --------- |
| 1      | Sebring      | Dyson Racing                            | Level 5 Motorsports                          | CORE Autosport                               | BMW Team RLL                                    | Alex Job Racing                                     | Résultats |
| 1      | Sebring      | Chris Dyson Guy Smith Steven Kane       | Scott Tucker João Barbosa Christophe Bouchut | E. J. Viso Alex Popow Burt Frisselle         | Dirk Müller Joey Hand Jonathan Summerton        | Bill Sweedler Townsend Bell Dion von Moltke         | Résultats |
| 2      | Long Beach   | Muscle Milk Pickett Racing              | Level 5 Motorsports                          | CORE Autosport                               | Corvette Racing                                 | Green Hornet Racing                                 | Résultats |
| 2      | Long Beach   | Klaus Graf Lucas Luhr                   | Scott Tucker Christophe Bouchut              | Alex Popow Ryan Dalziel                      | Oliver Gavin Tom Milner Jr.                     | Peter LeSaffre Damien Faulkner                      | Résultats |
| 3      | Laguna Seca  | Muscle Milk Pickett Racing              | Level 5 Motorsports                          | CORE Autosport                               | Corvette Racing                                 | TRG                                                 | Résultats |
| 3      | Laguna Seca  | Klaus Graf Lucas Luhr                   | Scott Tucker Luis Díaz Franck Montagny       | Jonathan Bennett Colin Braun                 | Oliver Gavin Tom Milner Jr.                     | Emilio Di Guida Jeroen Bleekemolen Bret Curtis      | Résultats |
| 4      | Lime Rock    | Muscle Milk Pickett Racing              | Level 5 Motorsports                          | CORE Autosport                               | Flying Lizard Motorsports                       | Alex Job Racing                                     | Résultats |
| 4      | Lime Rock    | Klaus Graf Lucas Luhr                   | Scott Tucker Christophe Bouchut              | Jonathan Bennett Colin Braun                 | Jörg Bergmeister Patrick Long                   | Leh Keen Cooper MacNeil                             | Résultats |
| 5      | Mosport      | Muscle Milk Pickett Racing              | Conquest Racing                              | Rocketsports Racing                          | Extreme Speed Motorsports                       | TRG                                                 | Résultats |
| 5      | Mosport      | Klaus Graf Lucas Luhr                   | Martin Plowman David Heinemeier Hansson      | Bruno Junqueira Tomy Drissi                  | Scott Sharp Johannes van Overbeek               | Emilio di Guida Spencer Pumpelly                    | Résultats |
| 6      | Mid-Ohio     | Muscle Milk Pickett Racing              | Level 5 Motorsports                          | PR1 Mathiasen Motorsports                    | Corvette Racing                                 | JDX Racing                                          | Résultats |
| 6      | Mid-Ohio     | Klaus Graf Lucas Luhr                   | Scott Tucker Christophe Bouchut              | Marino Franchitti Rudy Junco                 | Oliver Gavin Tom Milner Jr.                     | Tim Pappas Jeroen Bleekemolen                       | Résultats |
| 7      | Road America | Dyson Racing                            | Conquest Racing                              | CORE Autosport                               | BMW Team RLL                                    | Alex Job Racing                                     | Résultats |
| 7      | Road America | Chris Dyson Guy Smith                   | Martin Plowman David Heinemeier Hansson      | Alex Popow Tom Kimber-Smith Jonathan Bennett | Bill Auberlen Jörg Müller                       | Cooper MacNeil Jeroen Bleekemolen                   | Résultats |
| 8      | Baltimore    | Dyson Racing Team                       | Level 5 Motorsports                          | CORE Autosport                               | Team Falken Tire                                | TRG                                                 | Résultats |
| 8      | Baltimore    | Michael Marsal Eric Lux                 | Scott Tucker Christophe Bouchut              | Alex Popow Ryan Dalziel                      | Wolf Henzler Bryan Sellers                      | Al Carter Patrick Pilet                             | Résultats |
| 9      | Virginie     | Muscle Milk Pickett Racing              | Level 5 Motorsports                          | CORE Autosport                               | Corvette Racing                                 | Alex Job Racing                                     | Résultats |
| 9      | Virginie     | Klaus Graf Lucas Luhr                   | Scott Tucker Christophe Bouchut              | Jonathan Bennett Colin Braun                 | Oliver Gavin Tom Milner Jr.                     | Cooper MacNeil Leh Keen                             | Résultats |
| 10     | Road Atlanta | Rebellion Racing                        | Level 5 Motorsports                          | CORE Autosport                               | Extreme Speed Motorsports                       | NGT Motorsport                                      | Résultats |
| 10     | Road Atlanta | Neel Jani Nicolas Prost Andrea Belicchi | Scott Tucker Christophe Bouchut Luis Díaz    | Alex Popow Ryan Dalziel Mark Wilkins         | Scott Sharp Johannes van Overbeek Toni Vilander | Mario Farnbacher Henrique Cisneros Jakub Giermaziak | Résultats |

## Classement écuries
Pour les courses de moins de 3 heures, les points sont accordés selon le barème suivant :
- 20-16-13-10-8-6-4-3-2-1

Pour les courses d'une durée de 4 à 8 heures, les points sont accordés selon le barème suivant :
- 22-18-15-12-10-8-6-5-4-3

Pour les courses de plus de 8 heures, les points sont accordés selon le barème suivant :
- 24-20-17-14-12-10-8-7-6-5

Les voitures qui ont parcouru moins de 70 % de la distance du vainqueur ne marquent pas de points, exception faite du Challenge ALMS où les voitures doivent parcourir au moins 50 % de la distance.
Les écuries qui engagent plusieurs voitures n'inscrivent que les points de leur voiture la mieux classée.
Championnats d'équipeLes équipes avec des entrées sur une saison entière points sont attribués dans le championnat par équipe. Les équipes qui ont participé à une saison partielle ou sur une base de course par course ne sont pas inclus dans ces championnats.
Tant qu'ils sont en concurrence pleine saison et de se conformer à la réglementation ACO, le LMP1 haut, l'équipe LMP2 et GT à la fin de la saison de recevoir une entrée automatique pour les 24 Heures du Mans 2013.
| Points System | Points System | Points System | Points System | Points System | Points System | Points System | Points System | Points System | Points System | Points System |
| Race Distance | Position      | Position      | Position      | Position      | Position      | Position      | Position      | Position      | Position      | Position      |
| Race Distance | 1st           | 2nd           | 3rd           | 4th           | 5th           | 6th           | 7th           | 8th           | 9th           | 10th          |
| ------------- | ------------- | ------------- | ------------- | ------------- | ------------- | ------------- | ------------- | ------------- | ------------- | ------------- |
| 4h            | 20            | 16            | 13            | 10            | 8             | 6             | 4             | 3             | 2             | 1             |
| 4h/ 8h        | 22            | 18            | 15            | 12            | 10            | 8             | 6             | 5             | 4             | 3             |
| +8heures      | 24            | 20            | 17            | 14            | 12            | 10            | 8             | 7             | 6             | 5             |

### Championnats d'équipe
Des points ont été attribués aux dix premières voitures et les pilotes qui complètent au moins 70 % de la distance de leur classe gagnante. Les équipes avec des entrées multiples que marquer les points de leur entrée le plus élevé de finition à chaque course. Les conducteurs ont été nécessaires pour conduire un minimum de 45 minutes pour gagner des points, sauf pour le cas de Long Beach qui a nécessité seulement 30 minutes. Les pilotes sont tenus de remplir un montant donné le nombre minimum de tours afin de gagner des points. Le nombre de tours varie en fonction de la taille bien sûr.

#### P1 standings
| Pos. | Écurie                     | Châssis     | Moteur                     | SEB | LBH | LGA | LRP | MOS | MOH | RAM | BGP | VIR | PLM | Total |
| ---- | -------------------------- | ----------- | -------------------------- | --- | --- | --- | --- | --- | --- | --- | --- | --- | --- | ----- |
| 1    | Muscle Milk Pickett Racing | HPD ARX-03a | Honda 3.4 L V8             | 20  | 20  | 22  | 20  | 20  | 20  | 18  | 13  | 22  | 20  | 195   |
| 2    | Dyson Racing Team          | Lola B12/60 | Mazda MZR-R 2.0 L Turbo I4 | 24  | 16  | 18  | 16  | 16  | 16  | 22  | 20  | 18  | 24  | 190   |

#### P2 standings
| Pos | Écurie              | Châssis     | Moteur                      | SEB | LBH | LGA | LRP | MOS | MOH | RAM | BGP | VIR | PLM | Total |
| --- | ------------------- | ----------- | --------------------------- | --- | --- | --- | --- | --- | --- | --- | --- | --- | --- | ----- |
| 1   | Level 5 Motorsports | HPD ARX-03b | Honda HR28TT 2.8 L V6 Turbo | 24  | 20  | 22  | 20  | 16  | 20  | 15  | 20  | 22  | 24  | 203   |
| 2   | Conquest Endurance  | Morgan LMP2 | Nissan VK45DE 4.5 L V8      | 17  | 16  | 18  | 16  | 20  | 16  | 22  | 13  | 18  | 0   | 156   |
| 3   | Dempsey Racing (en) | Lola B12/87 | Judd-BMW HK 3.6 L V8        |     |     | 12  | 13  |     | 10  | 18  |     |     | 0   | 53    |
| 4   | Black Swan Racing   | Lola B11/80 | Honda HR28TT 2.8 L V6 Turbo | 20  | 0   |     |     |     |     |     |     |     |     | 20    |

#### PC standings
Toutes les équipes utilisent les FLM09 Oreca châssis avec Chevrolet LS3 moteur.
| Pos | Écurie                       | SEB | LBH | LGA | LRP | MOS | MOH | RAM | BGP | VIR | PLM | Total |
| --- | ---------------------------- | --- | --- | --- | --- | --- | --- | --- | --- | --- | --- | ----- |
| 1   | CORE Autosport               | 24  | 20  | 22  | 20  | 16  | 16  | 22  | 20  | 22  | 24  | 206   |
| 2   | RSR Racing                   | 8   | 4   | 18  | 8   | 20  | 0   | 12  | 16  | 12  | 20  | 118   |
| 3   | Merchant Services Racing     | 14  | 10  | 10  | 0   | 8   | 13  | 15  | 10  | 8   | 12  | 100   |
| 4   | PR1/Mathiasen Motorsports    | 20  | 6   | 8   | 10  | 0   | 20  | 0   |     | 18  | 17  | 99    |
| 5   | Dempsey Racing (en)          | 0   | 8   | 6   | 13  | 10  | 10  | 10  | 13  | 10  | 10  | 90    |
| 6   | Muscle Milk Pickett Racing   | 12  | 16  | 12  |     |     |     |     |     |     |     | 40    |
| 7   | Performance Tech Motorsports | 10  |     | 5   |     |     |     |     | 0   |     |     | 15    |

#### GT standings
| Pos | Team                      | Chassis                 | Engine               | SEB | LBH | LGA | LRP | MOS | MOH | RAM | BGP | VIR | PLM | Total |
| --- | ------------------------- | ----------------------- | -------------------- | --- | --- | --- | --- | --- | --- | --- | --- | --- | --- | ----- |
| 1   | Corvette Racing           | Chevrolet Corvette C6.R | Chevrolet 5.5 L V8   | 20  | 20  | 22  | 16  | 16  | 20  | 15  | 16  | 22  | 20  | 187   |
| 2   | BMW Team RLL              | BMW M3 GT2              | BMW 4.0 L V8         | 24  | 16  | 15  | 8   | 13  | 13  | 22  | 10  | 12  | 17  | 150   |
| 3   | Extreme Speed Motorsports | Ferrari 458 Italia GT2  | Ferrari 4.5 L V8     | 8   | 13  | 10  | 10  | 20  | 6   | 6   | 13  | 15  | 24  | 125   |
| 4   | Flying Lizard Motorsports | Porsche 911 GT3 RSR     | Porsche 4.0 L Flat-6 | 10  | 6   | 8   | 20  | 6   | 16  | 18  | 8   | 18  | 12  | 122   |
| 5   | Team Falken Tire (en)     | Porsche 911 GT3 RSR     | Porsche 4.0 L Flat-6 | 7   | 8   | 6   | 4   | 10  | 10  | 0   | 20  | 6   | 10  | 81    |
| 6   | Paul Miller Racing        | Porsche 911 GT3 RSR     | Porsche 4.0 L Flat-6 | 12  | 4   | 4   | 3   | 8   | 2   | 12  | 2   | 3   | 5   | 55    |
| 7   | Lotus / Alex Job Racing   | Lotus Evora GTE         | Cosworth 4.0 L V6    |     | 0   | 0   | 1   | 3   | 0   | 8   | 1   | 8   | 0   | 21    |
| 8   | SRT Motorsports           | SRT Viper GTS-R         | SRT 8.0 L V10        |     |     |     |     |     | 1   | 4   | 0   |     | 7   | 12    |

#### GTC standings
Toutes les équipes utilisent des variations de la Porsche 997 GT3 Cup
| Pos | Team                    | SEB | LBH | LGA | LRP | MOS | MOH | RAM | BGP | VIR | PLM | Total |
| --- | ----------------------- | --- | --- | --- | --- | --- | --- | --- | --- | --- | --- | ----- |
| 1   | Alex Job Racing         | 24  | 16  | 12  |     |     |     |     |     |     |     | 52    |
| 2   | Green Hornet Racing     | 20  | 20  | 10  |     |     |     |     |     |     |     | 50    |
| 3   | TRG                     | 17  | 8   | 22  |     |     |     |     |     |     |     | 47    |
| 4   | GMG Racing              | 10  | 10  | 18  |     |     |     |     |     |     |     | 38    |
| 5   | Competition Motorsports | 12  | 6   | 15  |     |     |     |     |     |     |     | 33    |
| 6   | JDX Racing              | 14  | 13  | 0   |     |     |     |     |     |     |     | 27    |
| 7   | NGT Motorsports         | 8   | 0   | 0   |     |     |     |     |     |     |     | 8     |

### Classement pilotes

#### LMP1 standings
| Pos | Driver         | Team                       | SEB | LBH | LGA | LRP | MOS | MOH | RAM | BGP | VIR | PLM | Total |
| --- | -------------- | -------------------------- | --- | --- | --- | --- | --- | --- | --- | --- | --- | --- | ----- |
| 1   | Chris Dyson    | Dyson Racing Team          | 24  | 16  |     |     |     |     |     |     |     |     | 40    |
| 1   | Guy Smith      | Dyson Racing Team          | 24  | 16  |     |     |     |     |     |     |     |     | 40    |
| 1   | Klaus Graf     | Muscle Milk Pickett Racing | 20  | 20  |     |     |     |     |     |     |     |     | 40    |
| 1   | Lucas Luhr(2°) | Muscle Milk Pickett Racing | 20  | 20  |     |     |     |     |     |     |     |     | 40    |
| 5   | Steven Kane    | Dyson Racing Team          | 24  |     |     |     |     |     |     |     |     |     | 24    |
| 6   | Simon Pagenaud | Muscle Milk Pickett Racing | 20  |     |     |     |     |     |     |     |     |     | 20    |
| 7   | Eric Lux       | Dyson Racing Team          |     | 13  |     |     |     |     |     |     |     |     | 13    |
| 7   | Michael Marsal | Dyson Racing Team          |     | 13  |     |     |     |     |     |     |     |     | 13    |

#### LMP2 standings
| Pos | Driver                   | Team                | SEB | LBH | LGA | LRP | MOS | MOH | RAM | BGP | VIR | PLM | Total |
| --- | ------------------------ | ------------------- | --- | --- | --- | --- | --- | --- | --- | --- | --- | --- | ----- |
| 1   | Christophe Bouchut       | Level 5 Motorsports | 24  | 20  |     |     |     |     |     |     |     |     | 44    |
| 1   | Scott Tucker             | Level 5 Motorsports | 24  | 20  |     |     |     |     |     |     |     |     | 44    |
| 3   | Martin Plowman           | Conquest Endurance  | 17  | 16  |     |     |     |     |     |     |     |     | 33    |
| 3   | David Heinemeier Hansson | Conquest Endurance  | 17  | 16  |     |     |     |     |     |     |     |     | 33    |
| 5   | João Barbosa             | Level 5 Motorsports | 24  |     |     |     |     |     |     |     |     |     | 24    |
| 6   | Tim Pappas               | Black Swan Racing   | 20  | 0   |     |     |     |     |     |     |     |     | 20    |
| 6   | Jon Fogarty              | Black Swan Racing   | 20  |     |     |     |     |     |     |     |     |     | 20    |
| 8   | Luis Díaz                | Level 5 Motorsports |     | 13  |     |     |     |     |     |     |     |     | 13    |

#### LMPC standings
Drivers in the LMPC category are allowed to drive for more than one car during an event. If a driver is in each car for a minimum of two hours each, he is allowed to score the points from whichever car he chooses.

| Pos | Driver            | Team                         | SEB | LBH | LGA | LRP | MOS | MOH | RAM | BGP | VIR | PLM | Total |
| --- | ----------------- | ---------------------------- | --- | --- | --- | --- | --- | --- | --- | --- | --- | --- | ----- |
| 1   | Alex Popow        | CORE Autosport               | 24  | 20  |     |     |     |     |     |     |     |     | 44    |
| 2   | Jonathan Bennett  | CORE Autosport               | 17  | 13  |     |     |     |     |     |     |     |     | 30    |
| 2   | Colin Braun       | CORE Autosport               | 17  | 13  |     |     |     |     |     |     |     |     | 30    |
| 4   | Michael Guasch    | Muscle Milk Pickett Racing   | 12  | 16  |     |     |     |     |     |     |     |     | 28    |
| 4   | Memo Gidley       | Muscle Milk Pickett Racing   | 12  | 16  |     |     |     |     |     |     |     |     | 28    |
| 6   | Butch Leitzinger  | PR1/Mathiasen Motorsports    | 20  | 6   |     |     |     |     |     |     |     |     | 26    |
| 6   | Rudy Junco, Jr.   | PR1/Mathiasen Motorsports    | 20  | 6   |     |     |     |     |     |     |     |     | 26    |
| 8   | E. J. Viso        | CORE Autosport               | 24  |     |     |     |     |     |     |     |     |     | 24    |
| 9   | Ryan Dalziel      | CORE Autosport               |     | 20  |     |     |     |     |     |     |     |     | 20    |
| 10  | Ken Dobson        | PR1/Mathiasen Motorsports    | 20  |     |     |     |     |     |     |     |     |     | 20    |
| 11  | Javier Echeverria | Merchant Services Racing     | 14  |     |     |     |     |     |     |     |     |     | 14    |
| 11  | Pablo Sanchez     | Merchant Services Racing     | 14  |     |     |     |     |     |     |     |     |     | 14    |
| 13  | Bruno Junqueira   | RSR Racing                   | 8   | 4   |     |     |     |     |     |     |     |     | 12    |
| 14  | Kyle Marcelli     | Merchant Services Racing     |     | 10  |     |     |     |     |     |     |     |     | 10    |
| 14  | Antonio Downs     | Merchant Services Racing     |     | 10  |     |     |     |     |     |     |     |     | 10    |
| 16  | Anthony Nicolosi  | Performance Tech Motorsports | 10  |     |     |     |     |     |     |     |     |     | 10    |
| 16  | Ricardo Vera      | Performance Tech Motorsports | 10  |     |     |     |     |     |     |     |     |     | 10    |
| 16  | Raphael Matos     | Performance Tech Motorsports | 10  |     |     |     |     |     |     |     |     |     | 10    |
| 19  | Duncan Ende       | Dempsey Racing               |     | 8   |     |     |     |     |     |     |     |     | 8     |
| 19  | Henri Richard     | Dempsey Racing               |     | 8   |     |     |     |     |     |     |     |     | 8     |
| 21  | Roberto González  | RSR Racing                   | 8   |     |     |     |     |     |     |     |     |     | 8     |

#### GT standings
| Pos | Pilote                | Team                      | SEB | LBH | LGA | LRP | MOS | MOH | RAM | BGP | VIR | PLM | Total |
| --- | --------------------- | ------------------------- | --- | --- | --- | --- | --- | --- | --- | --- | --- | --- | ----- |
| 1   | Joey Hand             | BMW Team RLL              | 24  | 16  |     |     |     |     |     |     |     |     | 40    |
| 1   | Dirk Müller(4°)       | BMW Team RLL              | 24  | 16  |     |     |     |     |     |     |     |     | 40    |
| 3   | Oliver Gavin          | Corvette Racing(1°)       | 17  | 20  |     |     |     |     |     |     |     |     | 37    |
| 3   | Tommy Milner          | Corvette Racing           | 17  | 20  |     |     |     |     |     |     |     |     | 37    |
| 5   | Jan Magnussen         | Corvette Racing           | 20  | 10  |     |     |     |     |     |     |     |     | 30    |
| 5   | Antonio García        | Corvette Racing           | 20  | 10  |     |     |     |     |     |     |     |     | 30    |
| 7   | Jonathan Summerton    | BMW Team RLL              | 24  |     |     |     |     |     |     |     |     |     | 24    |
| 8   | Jordan Taylor         | Corvette Racing           | 20  |     |     |     |     |     |     |     |     |     | 20    |
| 9   | Scott Sharp           | Extreme Speed Motorsports | 6   | 13  |     |     |     |     |     |     |     |     | 19    |
| 9   | Johannes van Overbeek | Extreme Speed Motorsports | 6   | 13  |     |     |     |     |     |     |     |     | 19    |
| 11  | Richard Westbrook     | Corvette Racing           | 17  |     |     |     |     |     |     |     |     |     | 17    |
| 12  | Bryce Miller          | Paul Miller Racing        | 12  | 3   |     |     |     |     |     |     |     |     | 15    |
| 12  | Sascha Maassen        | Paul Miller Racing        | 12  | 3   |     |     |     |     |     |     |     |     | 15    |
| 14  | Jörg Müller           | BMW Team RLL              | 14  | 0   |     |     |     |     |     |     |     |     | 14    |
| 14  | Bill Auberlen         | BMW Team RLL              | 14  | 0   |     |     |     |     |     |     |     |     | 14    |
| 14  | Uwe Alzen             | BMW Team RLL              | 14  |     |     |     |     |     |     |     |     |     | 14    |
| 17  | Bryan Sellers         | Team Falken Tire          | 7   | 6   |     |     |     |     |     |     |     |     | 13    |
| 17  | Wolf Henzler          | Team Falken Tire          | 7   | 6   |     |     |     |     |     |     |     |     | 13    |
| 19  | Rob Bell              | Paul Miller Racing        | 12  |     |     |     |     |     |     |     |     |     | 12    |
| 20  | Seth Neiman           | Flying Lizard Motorsports | 10  | 2   |     |     |     |     |     |     |     |     | 12    |
| 21  | Darren Law            | Flying Lizard Motorsports | 10  |     |     |     |     |     |     |     |     |     | 10    |
| 21  | Andy Lally            | Flying Lizard Motorsports | 10  |     |     |     |     |     |     |     |     |     | 10    |
| 23  | Jörg Bergmeister(1°)  | Flying Lizard Motorsports | 5   | 4   |     |     |     |     |     |     |     |     | 9     |
| 23  | Patrick Long          | Flying Lizard Motorsports | 5   | 4   |     |     |     |     |     |     |     |     | 9     |
| 23  | Ed Brown              | Extreme Speed Motorsports | 8   | 1   |     |     |     |     |     |     |     |     | 9     |
| 26  | Jeff Segal            | Extreme Speed Motorsports | 8   |     |     |     |     |     |     |     |     |     | 8     |
| 26  | Anthony Lazzaro       | Extreme Speed Motorsports | 8   |     |     |     |     |     |     |     |     |     | 8     |
| 28  | Martin Ragginger      | Team Falken Tire          | 7   |     |     |     |     |     |     |     |     |     | 7     |
| 29  | Guy Cosmo             | Extreme Speed Motorsports | 6   | 1   |     |     |     |     |     |     |     |     | 7     |
| 29  | Marco Holzer          | Flying Lizard Motorsports | 5   | 2   |     |     |     |     |     |     |     |     | 7     |

#### GTC standings
| Pos | Driver                 | Team                    | SEB | LBH | LGA | LRP | MOS | MOH | RAM | BGP | VIR | PLM | Total |
| --- | ---------------------- | ----------------------- | --- | --- | --- | --- | --- | --- | --- | --- | --- | --- | ----- |
| 1   | Peter LeSaffre         | Green Hornet Racing     | 17  | 20  |     |     |     |     |     |     |     |     | 37    |
| 1   | Damien Faulkner        | Green Hornet Racing     | 17  | 20  |     |     |     |     |     |     |     |     | 37    |
| 3   | Cooper MacNeill        | Alex Job Racing         | 20  | 16  |     |     |     |     |     |     |     |     | 36    |
| 3   | Leh Keen               | Alex Job Racing         | 20  | 16  |     |     |     |     |     |     |     |     | 36    |
| 5   | Chris Cumming          | JDX Racing              | 12  | 13  |     |     |     |     |     |     |     |     | 25    |
| 6   | Dion von Moltke        | Alex Job Racing         | 24  |     |     |     |     |     |     |     |     |     | 24    |
| 7   | Spencer Pumpelly       | TRG                     | 14  | 8   |     |     |     |     |     |     |     |     | 22    |
| 8   | James Sofronas         | GMG Racing              | 8   | 10  |     |     |     |     |     |     |     |     | 18    |
| 8   | Alex Welch             | GMG Racing              | 8   | 10  |     |     |     |     |     |     |     |     | 18    |
| 10  | Sebastiaan Bleekemolen | Green Hornet Racing     | 17  |     |     |     |     |     |     |     |     |     | 17    |
| 11  | Bob Faieta             | Competition Motorsports | 10  | 6   |     |     |     |     |     |     |     |     | 16    |
| 11  | Michael Avenatti       | Competition Motorsports | 10  | 6   |     |     |     |     |     |     |     |     | 16    |
| 13  | Marc Bunting           | TRG                     | 14  |     |     |     |     |     |     |     |     |     | 14    |
| 14  | Michael Valiante       | JDX Racing              |     | 13  |     |     |     |     |     |     |     |     | 13    |
| 15  | Kévin Estre            | JDX Racing              | 12  |     |     |     |     |     |     |     |     |     | 12    |
| 16  | Cort Wagner            | Competition Motorsports | 10  |     |     |     |     |     |     |     |     |     | 10    |
| 17  | René Villeneuve        | GMG Racing              | 8   |     |     |     |     |     |     |     |     |     | 8     |
| 17  | Emilio Di Guida        | TRG                     |     | 8   |     |     |     |     |     |     |     |     | 8     |
| 19  | Nicki Thiim            | NGT Motorsport          | 7   |     |     |     |     |     |     |     |     |     | 7     |
| 20  | Sean Edwards           | NGT Motorsport          | 6   |     |     |     |     |     |     |     |     |     | 6     |

### Voir Aussi
- Championnat du monde d'endurance FIA 2012
- European Le Mans Series 2012